# ビクトリア・カムヒ
ビクトリア・カムヒ（Victoria Kamhi de Rodrigo, 1905年 – 1997年7月21日 ）はトルコ出身のスペインのユダヤ人のピアニスト。作曲家のホアキン・ロドリーゴと結婚してビクトリア・カミ・デ・ロドリーゴと名乗った。
イスタンブールで、ブルジョワ家庭に生まれた。父方はセファルディムの家系で、母親はウィーン生まれであった。ラレヴィチやラザール・レヴィ、リカルド・ビニェスに師事。1929年にロドリーゴと出会い、1933年1月19日に結婚する。フランスやドイツに住んだ後、1939年にスペインに戻った。その後はピアニストとしての活動を捨て、盲目の夫の作曲の助手となった。1941年に一人娘のセシリアを出産。セシリアは長じてヴァイオリニストのアグスティン・レオン・アラ（Agustín León Ara ）と結婚し、2女（セシリータとパトリシア）を産んだ。
1997年に老衰のため他界。満92歳没。夫ロドリーゴとともにアランフエスに埋葬されている。